# Maersk Air Cargo
Maersk Air Cargo er et fragtflyselskab fra Danmark. Selskabet har hovedkontor ved Københavns Lufthavn og er 100 % ejet af det danske konsortium A.P. Møller - Mærsk. Star Air blev grundlagt i 1987.
Selskabet fløj i januar 2012 udelukkende fragtflyvninger til destinationer i hele verden for kurerfirmaet UPS. Flyflåden bestod af elleve fly med en gennemsnitsalder på 23.5 år, hvor alle var af typen Boeing 767-200F. Alle fly var udstationeret og opererede ud fra Flughafen Köln/Bonn.
I 2016 blev der tilføjet 1 Boeing 767-300BDSF og ydermere i 2017 2 stk Boeing 767-300F og dermed en flåde på 14 Boeing 767 fly.
I september 2024 blev flåden udvidet med den første Boeing 777F, navngivet Maersk Swan efter Danmarks nationalfugl. Flyet blev indsat på Europa-Kina-ruten fra Billund og Liege. Den næste Boeing 777F følger i løbet af nogle uger.
Star Air opererer også A.P.Møller Maersk Group's Gulfstream IV OY-APM for rederiet.
Historie
Star Air blev grundlagt 9. juni 1987 som et datterselskab til Maersk Line. Etableringen skete ved at købe kundekartotek, driftsorganisation og en hangar i Københavns Lufthavn af ALK-AIR, samt med tre leasede fly af typen Fokker F27-600. Denne type fly kunne hurtigt ændres fra en passagerflyver til et fragtfly. I starten bestod Star Airs kundebase primært af virksomheder der krævede ad hoc transport til deres kunder og medarbejdere, samt andre flyselskaber der ville lease et fly med besætning.
Selskabet fik senere fragtflyvningen som hovedfokus og man ophørte med passagerflyvninger. Alle Star Airs Fokker 27-fly blev konfigureret til rene fragtversioner. Star Air etablerede aldrig sit eget distributionsnetværk, så man solgte sin flykapacitet via charter- og subcharter aftaler.
Ind i Maersk Air
I 1993 var markedet for fragtflyvninger med den størrelse som Fokker F27-flyet havde blev urentabelt. Ledelsen i Maersk besluttede at indlede en udfasning af F27-flyene, samtidig med at administrationen, drift- og logistikafdelingerne skulle indlemmes under Maersk Air. Derefter begyndte Star Air igen at flyve med passagerer.
Det amerikanske kurerfirma UPS (United Parcel Service) søgte i forsommeren efter en parter der kunne udføre fragtflyvninger i Europa. UPS kunne på grund af manglende trafikrettigheder ikke selv flyve, og skulle derfor have en lokal parter med alle operative tilladelser. I en tæt konkurrence med Sterling Airways tabte Star Air entreprisen. Men Sterling Airways gik konkurs kort tid før de skulle begynde flyvningerne for UPS, og det blev i stedet Star Air der overtog aftalen. Den 22. oktober 1993 blev aftalen underskrevet, og Star Air begyndte flyvningerne 10 dage efter. Dette skete med to Boeing 727 fly, som Star Air havde lejet af UPS. De to første ruter for UPS var, Köln – Zaragoza – Porto og Köln – Bergamo – Rom.
Det sidste tilbageværende Fokker F27-fly blev solgt i 1996. I slutningen af juli 2004 blev det sidste Boeing 727-fly leveret tilbage til UPS. Flyflåden bestod derefter af fire indlejede Boeing 757, hvor det første eksemplar var blevet tilføjet i 2001.
I 2003 indgik Star Air og UPS en ny kontrakt der var gældende indtil 2013. Dette indebar at Star Air fra marts 2005 til september 2006 fik leveret 11 brugte Boeing 767-200-fly i fragtversion. Flyene skulle bruges til flyvningerne for UPS, og de blev fast stationeret på UPS' base på Flughafen Köln/Bonn. Derefter forlod det sidste Boeing 757 Star Airs flyflåde.
Ud af Maersk Air
I 2005 blev Maersk Air solgt til flyselskabet Sterling Airlines. Fragtaktiviteterne var ikke en del af handlen, og Star Air forblev som en selvstændig enhed i A.P. Møller - Mærsk Gruppen.
Star Air havde i 2010 knap 200 ansatte, hvor de 113 var piloter. Selskabet havde en omsætning på 732 millioner kroner med et overskud på 70.4 millioner. Af de 10.200 gennemførte flyvninger afgik 99.1% indenfor ét minut af den planlagte afgangstid.
Selskabet skiftede siden navn til Maersk Air Cargo.